# Болеславец (гмина, Верушувский повет)
Болеславец (пол. Bolesławiec) — сельская гмина (волость) в Польше, входит как административная единица в Верушувский повет, Лодзинское воеводство. Население — 4147 человек (на 2004 год).

## Административный центр
Функцию административного центра гмины исполняет село Болеславец.

## Соседние гмины
1. Гмина Бычина
2. Гмина Частары
3. Гмина Ленка-Опатовска
4. Гмина Лубнице
5. Гмина Верушув